# Lubanie (przystanek kolejowy)
Lubanie – przystanek kolejowy z posterunkiem odstępowym w Lubaniu, w województwie kujawsko-pomorskim, w Polsce.

## Ruch pasażerski
| Rok  | Wymiana pasażerska na dobę |
| ---- | -------------------------- |
| 2017 | 200-299                    |
| 2022 | 200-299                    |

Przystanek zaczął służyć pasażerom w grudniu 1923 roku. Dyrekcja kolei zgodziła się go uruchomić w wyniku próśb okolicznych mieszkańców.